# Timon
Timon é um município brasileiro do estado do Maranhão, sendo a quarta cidade mais populosa, com uma população 182.241 habitantes, segundo o censo realizado pelo Instituto Brasileiro de Geografia e Estatística (IBGE) em 2022. Está conurbado à capital do vizinho estado do Piauí, Teresina, fazendo parte da Região Integrada de Desenvolvimento da Grande Teresina. O município é sede da Região de Planejamento do Médio Parnaíba (Lei Complementar 108/2007). Localiza-se no Leste Maranhense e é partícipe da microrregião de Caxias.

## História

### Origem
A ocupação de Timon começou com o estabelecimento das comunicações entre a Vila da Mocha, hoje Oeiras, no Piauí, e Aldeias Altas, hoje Caxias, no Maranhão, ainda no século XVIII. A Passagem de Santo Antônio, como se chamava o ponto de travessia no Rio Parnaíba, situava-se a montante de Timon, distante 13km da sede. Até 1779, era o único aglomerado humano existente, inserido no traçado da estrada real que ligava os dois estados. Com a instalação de Teresina, em meados do século XIX, ganhou importância o porto de São José do Parnaíba (mais tarde das Cajazeiras), por situar-se privilegiadamente defronte a nova capital do Piauí. Foi então que, fazendeiros de diversas regiões e aventureiros vindos com os jesuítas que colonizaram as Aldeias Altas, estabeleceram-se ao longo de uma outra estrada, aberta para ligar Teresina àquele povoado maranhense.
Em 1855, o presidente da Província do Maranhão, Eduardo Olímpio, promulgou uma lei elevando o povoado `a categoria de vila, que passou a chamar-se São José do Parnaíba. Em 1863 em atendimento à solicitação dos conselheiros da Vil de Matões, foi revogada a lei anterior. No ano seguinte, novamente na condição de povoado, passou a ser chamado São José das Cajazeiras.

### Flores: de vila à cidade
Proclamada a República, em 1889, o primeiro governador do estado do Maranhão sancionou, a 22 de dezembro de 1890, a lei que eleva o povoado de São José das Cajazeiras à categoria de vila com o nome de Flores.
Porém cerca de três anos depois, foi constatado que Flores não tinha a infraestrutura necessária para funcionar como vila, então o decreto de 1890 foi anulado e Flores voltou a ser um povoado. Somente em 1896, o povoado voltou a ser uma vila por já ter a infraestrutura necessária para funcionar como tal.
Nessa época várias famílias passaram a ter grande influência no município como a família Pedreira e a Família Carvalho, do qual desta última descende o Cel. Hermógenes de Carvalho, o primeiro administrador da vila de Flores, que não fez um bom governo, sendo substituído pelo Cel. Olegário da Silva Rios, o qual trouxe a primeira locomotiva da Cia de Melhoramentos do Maranhão por meio da recém criada ferrovia que ligava a vila a Caxias e que logo após fez parte da Ferrovia São Luís-Teresina.
A partir da década de 1900, foi organizado uma grande força política na vila, uma oligarquia sob o regime de Cel. Francisco da Rocha Falcão.
Após certo período, a liderança passou as mãos do Sr. Odylo Costa.
Em 10 de abril de 1924, foi elevada à categoria de cidade, mantendo o nome de Flores, através da Lei nº 1.139, assinada pelo governador Godofredo Mendes Viana.
Foi nessa época que o Cel. Firmo Pedreira doou para a cidade uma área de um quilômetro quadrado de terra, onde foi erguida o primeiro templo católico,feita de pedra.
Em 1927, assumiu a administração do município o Dr. Francisco Vitorino de Assunção, que fez obras muito importantes ao município como ligar Flores a Matões por meio de uma estrada, além de abastecer a cidade com energia elétrica-algo inovador para a época- através de um cabo submarino que passava pela Ponte Metálica
Nesse período, inclusive, a já mencionada Ponte Metálica, foi inaugurada, tendo sido inaugurada em 1939, após 17 anos de construção, para ligar Teresina a Timon. Foi projetada pelo engenheiro alemão Germano Franz e com o tempo virou um dos símbolos tanto da cidade de Teresina quanto de Timon, sendo sua importância tão grande que foi declarada patrimônio cultural pelo IPHAN em 2008.
Dentre os membros do grupo de Assunção, se destacou o jornalista Antônio Lemos, que fez circular na época o jornal "Gazeta de Flôres" e o Dr. Jaime Rios, que exerceu o cargo de prefeito por três vezes e que também teve sua casa como ponto de encontro do então presidente na época, Getúlio Vargas e Nilo Peçanha, que estavam viajando a Teresina.

No início dos anos 1940, em decorrência do Estado Novo, o Sr. Urbano Martins passou a ser o interventor do município e fez grandes obras como a construção do campo que futuramente seria o Estádio Miguel Lima, deu incentivo ao desenvolvimento das artes no município, e também ocorreu a mudança de nome do município de Flores para Timon.
Em 1943, por exigência do IBGE que não admitia duas cidades homônimas, o Governador Paulo Ramos editou o Decreto-Lei nº 820, mudando o nome para Timon, numa homenagem ao intelectual maranhense João Francisco Lisboa, que deixou uma obra com o título Jornal de Tímon (numa referência ao célebre filósofo da Antiga Grécia).

## Geografia
Território
Em 2024, a área do município de Timon era de 1763,22 quilômetros quadrados, o que o coloca na posição 49 de 217 entre os municípios do estado do Maranhão e 846 de 5570 entre todos os municípios do Brasil.
| Área da unidade territorial [2024] | 1.763,220 km²                                                                  |
| Hierarquia urbana [2018]           | Capital Regional - Município integrante do Arranjo Populacional de Teresina/PI |
| Região de Influência [2018]        | Arranjo Populacional de Fortaleza/CE - Metrópole                               |
| Região intermediária [2021]        | Caxias                                                                         |
| Região imediata [2021]             | Timon                                                                          |
| Mesorregião [2021]                 | Leste Maranhense                                                               |
| Microrregião [2021]                | Caxias                                                                         |

Fonte: IBGE

### Demografia
De acordo com dados do Censo Demográfico 2022, a população de Timon era de 174.465 habitantes e a densidade demográfica era de 98,95 habitantes por quilômetro quadrado. Comparando-se com outros municípios do estado do Maranhão, ficava nas posições 4 e 10 de 217. Já na comparação com todos os municípios do Brasil, ficava nas posições 169 e 792 de 5570. 
| População no último censo [2022] | 174.465 pessoas                         |
| População estimada [2024]        | 182.241 pessoas                         |
| Densidade demográfica [2022]     | 98,95 habitante por quilômetro quadrado |

Fonte: IBGE

### Bairros e povoados
- Bambu
- Banco de Areia
- Barra das Caraíbas
- Bela Vista
- Boa Esperança
- Boa Vista
- Buriti Bravo
- Buriti Cortado
- Ca-Açú
- Cabeceira da Bacaba
- Cabeceira de Inhuma
- Campo Grande
- Castelo
- Centro
- Centro Operário
- Cícero Ferraz
- Cidade Nova
- Cinturão Verde
- Coheb
- Conjunto Boa Vista
- Conjunto Emílio Falcão
- Conjunto Joaquim Pedreira
- Conjunto Júlia Almeida
- Conjunto Novo Tempo
- Conjunto Padre Delfino
- Conjunto Primavera
- Fazenda Nova
- Flores
- Formosa
- Gameleira
- Guarita
- Laranjeiras
- Loteamento Boa Vista
- Reserva das Flores
- Mangueira
- Marimar
- Mateuzinho
- Monteiro
- Mundo Novo
- Mutirão
- Novo Joia
- Parque Aliança
- Parque Alvorada
- Parque Piauí I
- Parque Piauí II
- Parque São Francisco
- Parque São Francisco II
- Parque União
- Pedro Patrício
- Piranhas
- Planalto Formosa
- Pote
- Residencial Cocais
- Residencial Novo Tempo
- Roncador
- Santa Amélia
- Santa Maria
- Santo Antônio
- São Benedito
- São Gonçalo
- São João dos Perdidos
- São José dos Cacetes
- São Marcos
- São Mateus
- Tamanduá
- Vila Angélica
- Vila Bandeirantes
- Vila do BEC
- Vila União
- Vila João Reis
- Vila Osmar

### Shoppings
Atualmente o município de Timon conta com dois shopping centers:
Cocais Shopping: Primeiro Shopping inaugurado na cidade de Timon, seu design foi inspirado no modelo aberto de shoppings. Conta com 350 lojas divididas em 2 pavimentos, praça de alimentação, praça de eventos, Espaço Brinquedos, além de 800 vagas de estacionamento.
Shopping Cidade Timon: Inspirado no "Shopping da Cidade", localizado na cidade vizinha de Teresina. Conta com estacionamento, lojas diversificadas e praça de alimentação.

### Economia
Em 2021, o PIB per capita do município de Timon era de R$ 13.547,65. Comparando-se com outros municípios do estado do Maranhão, ficava nas posições 42 de 217 e na 4044 de 5570 entre todos os municípios do Brasil. Já o percentual de receitas externas em 2023 era de 84,71%, o que o colocava na posição 188 de 217 entre os municípios do Estado e na 3086 de 5570 de todo o Brasil.
| Salário médio mensal dos trabalhadores formais [2022]                                             | 1,8 salários mínimos |
| Pessoal ocupado [2022]                                                                            | 20.239 pessoas       |
| População ocupada [2022]                                                                          | 11,60 %              |
| Percentual da população com rendimento nominal mensal per capita de até 1/2 salário mínimo [2010] | 44,5 %               |

Fonte: IBGE
Saúde
Em 2022, a taxa de mortalidade infantil média na cidade de Timon era de 14,74 para 1.000 nascidos vivos. As internações devido a diarreias era de 21,2 para cada 1.000 habitantes. Comparando-se com todos os municípios do estado do Maranhão, ficava nas posições 105 de 217 e 122 de 217. Quando comparado aos municípios de todo o Brasil, essas posições era de 1928 de 5570 e 1582 de 5570.
Educação
Em 2010, a taxa de escolarização de 6 a 14 anos de idade era de 96,9%. Comparando-se com outros municípios do estado do Maranhão, ficava na posição 100 de 217. Já na comparação com todos os municípios do Brasil, ficava na posição 3751 de 5570.
| Taxa de escolarização de 6 a 14 anos de idade [2010]             | 96,9 %            |
| IDEB – Anos iniciais do ensino fundamental (Rede pública) [2023] | 6,8               |
| IDEB – Anos finais do ensino fundamental (Rede pública) [2023]   | 5,9               |
| Matrículas no ensino fundamental [2023]                          | 24.276 matrículas |
| Matrículas no ensino médio [2023]                                | 6.988 matrículas  |
| Docentes no ensino fundamental [2023]                            | 1.237 docentes    |
| Docentes no ensino médio [2023]                                  | 589 docentes      |
| Número de estabelecimentos de ensino fundamental [2023]          | 83 escolas        |
| Número de estabelecimentos de ensino médio [2023]                | 19 escolas        |

Fonte: IBGE
Meio Ambiente
O município de Timon apresenta 38% de domicílios com esgotamento sanitário adequado, 65,1% de domicílios urbanos em vias públicas arborizadas e 1,4% de domicílios urbanos em vias públicas com urbanização adequada.
| Bioma predominante [2024]             | Cerrado       |
| ------------------------------------- | ------------- |
| Área urbanizada [2019]                | 31,48 km²     |
| Esgotamento sanitário adequado [2010] | 38 %          |
| Arborização de vias públicas [2010]   | 65,1%         |
| Urbanização de vias públicas [2010]   | 1,4%          |
| População exposta ao risco [2010]     | 4.764 pessoas |

Fonte: IBGE

## Infraestrutura

### Transporte ferroviário
A cidade é atravessada pela Estrada de Ferro São Luís-Teresina, que liga a cidade à capital maranhense São Luís e a capital do Piauí, Teresina. Atualmente, a ferrovia se encontra concedida à Transnordestina Logística, que opera o transporte de combustíveis (álcool, gasolina e óleo diesel) ao Porto do Itaqui, na capital maranhense e à cidade de Teresina, embora também transportasse cimento, calcário corretivo e contêineres em algumas épocas. Os trens de passageiros de longa distância que ligavam a cidade às duas capitais, não trafegam mais pela ferrovia desde 1991.

### Transporte Público
Timon, desde meados de 2020 passa por uma crise no transporte público, a cidade contava com duas empresas de ônibus, 2 irmãos e Timon city, porém a empresa de ônibus 2 irmãos, decretou falência e ficou operando apenas a empresa Timon city, em poucas rotas do município, pois até 2024 existem bairros da cidade que há anos não passa ônibus, dificultando o acesso de Timon a Teresina, contando apenas com transporte alternativo de Vans de um bairro para o outro. Logo em outubro de 2023 a única empresa que ainda estava minimamente no transporte, Timon city encerrou a única linha de transporte público da cidade, e veio a público anunciar o fim do funcionamento. Com isso houve um aumento de moradores utilizando moto e carros de aplicativos, o que dificultou a vida dos cidadãos que são sujeitos a pagar mais caro caso queira trabalhar ou estudar. A gestão vem tentando agir nessa causa, abrindo consórcios de ônibus alternativos para solucionar, mas ainda é pouco e ineficaz tendo em vista que a cidade é a 4° com maior população do Estado e vizinha da capital do Piauí.

## Prefeitos
A relação a seguir apresenta os prefeitos de Timon e seus respectivos mandatos
| Prefeito                       | Período         |
| ------------------------------ | --------------- |
| Rafael Brito (PSB)             | 2025 - presente |
| Dinair Veloso (PSB)            | 2021 - 2024     |
| Luciano Leitoa (PSB)           | 2017 - 2020     |
| Luciano Leitoa (PSB)           | 2013 - 2016     |
| Socorro Waquim (PMDB)          | 2009 - 2012     |
| Socorro Waquim (PMDB)          | 2005 - 2008     |
| Chico Leitoa (PDT)             | 2001 - 2004     |
| Sebastião de Deus (PDT)        | 1997 - 2000     |
| Chico Leitoa (PDT)             | 1993 - 1996     |
| Luís de Sousa Pires            | 1989 - 1992     |
| Napoleão Guimarães             | 1983 - 1988     |
| Luís de Sousa Pires            | 1977 - 1982     |
| Napoleão Guimarães             | 1971 - 1976     |
| Domingos Rêgo                  | 1968 - 1970     |
| Napoleão Guimarães             | 1964 - 1967     |
| José Nilton Nunes              | 1960 - 1963     |
| Joaquim Martins Ferreira       | 1956 - 1959     |
| Francisco Vitorino de Assunção | 1952 - 1955     |
| Jaime Rios                     | 1948 - 1951     |